# Drude (cráter)

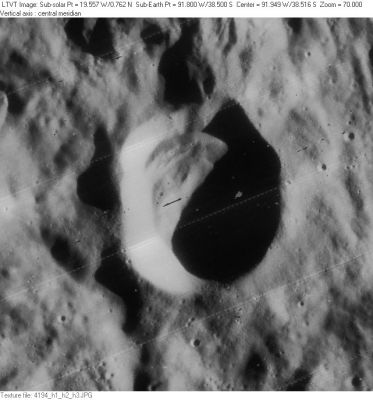
Fotografía de la misión Lunar Orbiter 4

Drude  es un cráter de impacto que se encuentra en la cara oculta de la Luna, en el ámbito de los Montes Cordillera, que forman el anillo exterior alrededor de la cuenca de impacto del Mare Orientale. Se encuentra justo detrás de la extremidad oeste-suroeste. Esta área a veces se pone a la vista desde la Tierra durante libraciones favorables. Sin embargo, incluso en esos momentos, el cráter se ve desde el borde y no se pueden apreciar sus detalles.
|  |

Se trata de un cráter circular con un borde relativamente afilado, paredes interiores inclinadas y un interior bastante llano. No se ha erosionado significativamente, y no presenta otros accidentes reseñables. Cráteres cercanos son Graff al sur-sureste y Focas hacia el norte-noroeste. La zona de los alrededores es el terreno accidentado creado por las eyecciones del Mare Imbrium.
El cráter satélite antes conocido como Drude S fue renombrado como Heyrovský por la UAI.
Drude se halla al norte de la Cuenca Mendel-Rydberg, una amplia depresión de 630 km de anchura del Período Nectárico.